# Mae Dahlberg

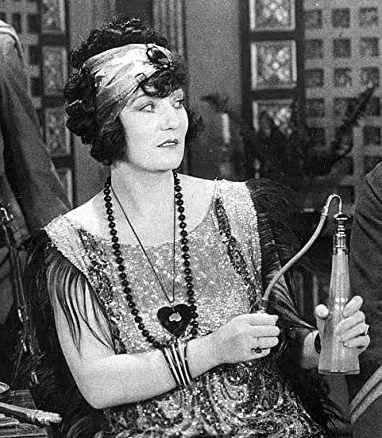
Mae Dahlberg (1924)

Mae Charlotte Dahlberg (* 24. Mai 1888 in Brunswick, Victoria; † 1969 in New York) war eine australische Varieté-Tänzerin und Schauspielerin.

## Leben
Die Tochter von Louis Dahlberg (* um 1859 in Schweden) und Mary Jane, geb. Gundry (* um 1866 in Adelaide), die im Juni 1885 geheiratet hatten, lernte im jungen Alter Tanzen. Ihre älteren Schwestern waren Annie und Edith.
Ab 1906 war sie in der tasmanischen Hauptstadt Hobart mit dem Bariton Rupert William Cuthbert (* 1884) zusammen. Im August traten sie in der dortigen Temperance Hall auf und im Dezember im Hippodrome in Adelaide. Nachdem im April 1907 in Brunswick Rupert Clifton Saxe Cuthbert geboren worden war, lebten sie ab 1909 in Ruperts Heimat Albert Park. Zwischen 1906 und 1912 trat das Paar in verschiedenen Musikhallen im Osten Australiens auf: Broken Hill (1909), Hobart (1910), Brisbane und Sydney (1912). Im Februar 1913 mussten sie von J. M. Woolf aus Sandringham ihre Gage einklagen. Danach zogen die drei in die Vereinigten Staaten und kamen am 28. Mai 1913 auf der Niagara in Seattle an.
Mae trat ab 1916 mit ihrer Kollegin Cissy Hayden als The Hayden Sisters auf. Dabei begegnete sie um Oktober 1917 dem jungen Komödianten Arthur Stanley (Stan) Jefferson, der mit dem Paar Alice und Baldwin Cooke als Trio auftrat, worauf sich eine Romanze zwischen Mae und Jefferson entwickelte. Jefferson suchte einen kürzeren Künstlernamen. Wie Mae später John McCabe (1920–2005) erklärte, habe ein Kollege in der Garderobe ein Geschichtsbuch zurückgelassen, in dem Scipio Africanus Major mit einem Lorbeerkranz (engl. Laurel) abgebildet war, was sie zu dem Namen Stan Laurel inspirierte. Unter dem Namen Mae Laurel spielte sie in 13 Filmen an der Seite von Stan, mit dem sie formal auch von 1917 bis 1925 in einer Common-law marriage verbunden war. Die dominante und charakterlich schwierige Künstlerin bestand darauf, in allen Filmen ihres Lebensgefährten mitzuwirken, obwohl sie beim Publikum nicht ankam. Stattdessen erhielt sie von Joe Rock 1925 eine Abfindung unter der Bedingung, sich wieder nach Australien zurückzuziehen.
Möglicherweise hat sie 1929 den Schauspieler Jack Wall geheiratet. 1936 reiste sie wieder in die Vereinigten Staaten, wo die Zeitungen um den 19. November berichteten, dass sie Laurel auf einen monatlichen Unterhalt von 750 US-Dollar oder 1000 US-Dollar verklagen wolle. Sie gab an, dass sie am 18. Juni 1919 geheiratet hätten. Die Klage wurde im Januar abgewiesen. 1942 lebte sie in Corio, Victoria.

## Filmografie (Auswahl)
- 1917: Nuts in May
- 1918: Huns and Hyphens
- 1918: Bears and Bad Men
- 1918: Mud and Sand
- 1922: The Pest
- 1923: When Knights were Cold
- 1923: Under Two Jags
- 1923: Frozen Hearts
- 1923: The Soilers
- 1923: Mother’s Joy
- 1924: Near Dublin
- 1924: Rupert of Hee Haw
- 1924: Wide Open Spaces